# Kafir (islam)
Kafir (arab. ‏كافر‎ – kāfir; w l. mn. ‏كفّار‎ – kuffār) – niejednoznacznie rozumiany termin w islamie, tłumaczony dawniej jako „niewierny”, obecnie jako „bałwochwalca”, "innowierca" lub „nie-muzułmanin”.
We wczesnośredniowiecznym języku arabskim użytym w Koranie wyraz ten określa osobę która „ukrywa, zaprzecza lub nie chce zauważać swoich braków (niedoskonałości charakteru/psychiki), w wyniku czego deklaruje się jako jednostka niegodziwa, wyznająca błędną ścieżkę ideologiczno-egzystencjalną, a także jako jednostka, która boi się dorosnąć do tego, aby wziąć na siebie odpowiedzialność za własny los, a tym samym ucieka od prawdy absolutnej/duchowej/boskiej, czyli od zbawienia duszy”.

## Interpretacje
Historyczne i współczesne szkoły koraniczne i odłamy islamu różnie interpretują termin „niewierni”:
- Najbardziej fundamentalistyczne szkoły muzułmańskie (m.in. wahhabici) stosują nazwę kafir do wszystkich niesunnitów, a więc nie tylko wyznawców religii niemuzułmańskich, ale też na przykład szyitów.
- Zdecydowana większość szkół teologicznych określenie kafir stosuje do wyznawców religii innych niż islam, przy czym istnieją kontrowersje, czy niektóre religie wywodzące się z islamu (np. druzyzm, a zwłaszcza jezydyzm) są jeszcze religiami islamskimi, czy ich daleko posunięte odmienności kwalifikują je jako religie nieislamskie.
- Liberalne doktryny muzułmańskie określają mianem kafir wyłącznie wyznawców religii innych niż islam, chrześcijaństwo, judaizm i sabeizm. Przy tej interpretacji wyznawcy trzech ostatnich kategorii (których prorocy uznawani za wysłanników Allaha) tworzą grupę tzw. ludzi Księgi (ahl al-kitāb, dhimmi) – pośrednią pomiędzy wyznawcami islamu a niewiernymi. Niektórzy muzułmanie (w szczególności imamici z Iranu) do ludzi Księgi zaliczają z powodów historycznych zaratusztrian zamiast (lub obok) sabejczyków.
- Niektóre (bardziej liberalne) interpretacje Koranu określają mianem kafir wyłącznie osoby, które odrzuciły wiarę w Boga oraz moralność (a więc np. satanistów), nie zaś wyznawców innych religii ani nawet ateistów.
- Według większości szkół pierwotnego charydżyzmu (obecnie nieistniejących) kafirem można nazwać kogoś, kto popełnił ciężki grzech.
- Niemal wszystkie interpretacje islamu za niewiernych uznają apostatów (murtadd).
- Za niewiernych uważani są także członkowie religii, których nie da się pogodzić z islamem, a także wyznawców islamu niepoprawnie interpretujących Koran.